# 검전기

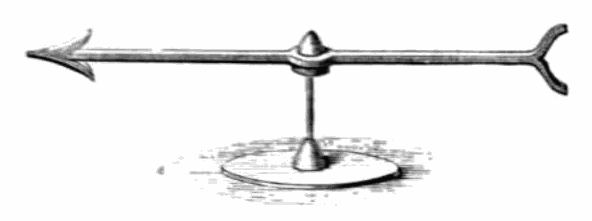
versorium

검전기(Electroscope)는 물체에 전하가 존재하는지를 감지하기 위해 사용되는 초기의 과학 기구이다. 쿨롱 법칙으로 인한 실험 물체의 움직임에 의한 변화를 감지한다. 물체의 전하의 양은 전압에 비례한다. 검전기가 감지할 정도로 충분한 전하가 축적되려면 수백~수천 볼트가 필요하므로 검전기는 정전기 등의 고압의 전원에 사용된다.
검전기는 최초의 전기 계측기였다. 최초의 검전기는 versorium으로 불리는 피봇형 바늘이었으며 영국의 물리학자 윌리엄 길버트가 1600년 즈음에 발명하였다.

## 같이 보기
- 방사선